# Congress of the People (1955)
Congress of the People (Cope) var namnet på ett politiskt stormöte i Kliptown i Soweto utanför Johannesburg i Sydafrika, arrangerat av antiapartheidrörelsen Congress Alliance, år 1955.
Vid detta möte antogs Freedom Charter, som kom att bli ANC:s manifest.
Den 16 december 2008 lanserades ett nytt politiskt parti med namnet Congress of the People (Cope), vilket har lett till en strid mellan ANC och Cope om vem som äger rätten till det namnet.